# Jordan Northcott
Jordan Robert Northcott (* 9. Februar 2002 in Edinburgh) ist ein schottischer Fußballspieler, der bei Brechin City in der Highland Football League unter Vertrag steht.

## Karriere
Jordan Northcott kam als 16-Jähriger in die Jugend des FC St. Johnstone aus Perth. Am 3. April 2019 debütierte Northcott in der ersten Mannschaft, als er in der Partie der Scottish Premiership gegen den FC Dundee für Matthew Kennedy eingewechselt wurde. Von Oktober 2019 bis Januar 2020 wurde Northcott an den BSC Glasgow in die Lowland League verliehen. Neben Einsätzen in der Liga kam er für die Glasgower auch im schottischen Pokal zum Zuge, als er gegen Lochee United und East Fife spielte. Nach seiner Rückkehr zu den „Saints“ kam er zunächst für die Profimannschaft zweimal im Ligapokal auf Einsatzminuten. Neben dem Platz im Kader der Ersten Mannschaft, für die er bisher zu keinem weiteren Spiel in der 1. Liga kam, spielt er regelmäßig in der Reserve- und U20-Mannschaft der „Saints“.